# Tulostoma cineraceum
Tulostoma cineraceum es una especie de hongo del género Tulostoma, de la familia Agaricaceae, orden Agaricales. Fue descrita por Long.

## Distribución
Se distribuye por Asia.